# 南庄國中萬善爺義塚
24°36′13″N 121°00′01″E / 24.603652°N 121.000373°E
南庄國中萬善爺義塚，或稱萬善諸君之義塚，是位於臺灣苗栗縣南庄鄉的墳墓，埋葬1902年南庄事件遭誘殺者，1935年遷至南庄國中現址，列中華民國文化資產史蹟類。

## 由來
南庄事件爆發後，日本政府假藉和解，於1902年12月17日於南庄舉行歸順儀式，誘殺薛太祿等38人。這些受害者遺體原先掩埋在現今南庄國小操場。據1920年代就讀於南庄國小的耆老羅光興說，他曾和同學在校園校門左側楓樹旁挖到屍骨，認為是被誘殺的原住民。
墓在1935年遷往南庄國中今址，今在碑上刻著「萬善諸君之墓」。羅光興回憶，後來南庄國中設立時，眾地主獻地建校，唯一的條件是此墓不得遷走。

## 紀念
平日會有鄉民前來南庄國中司令台後義塚祭拜。

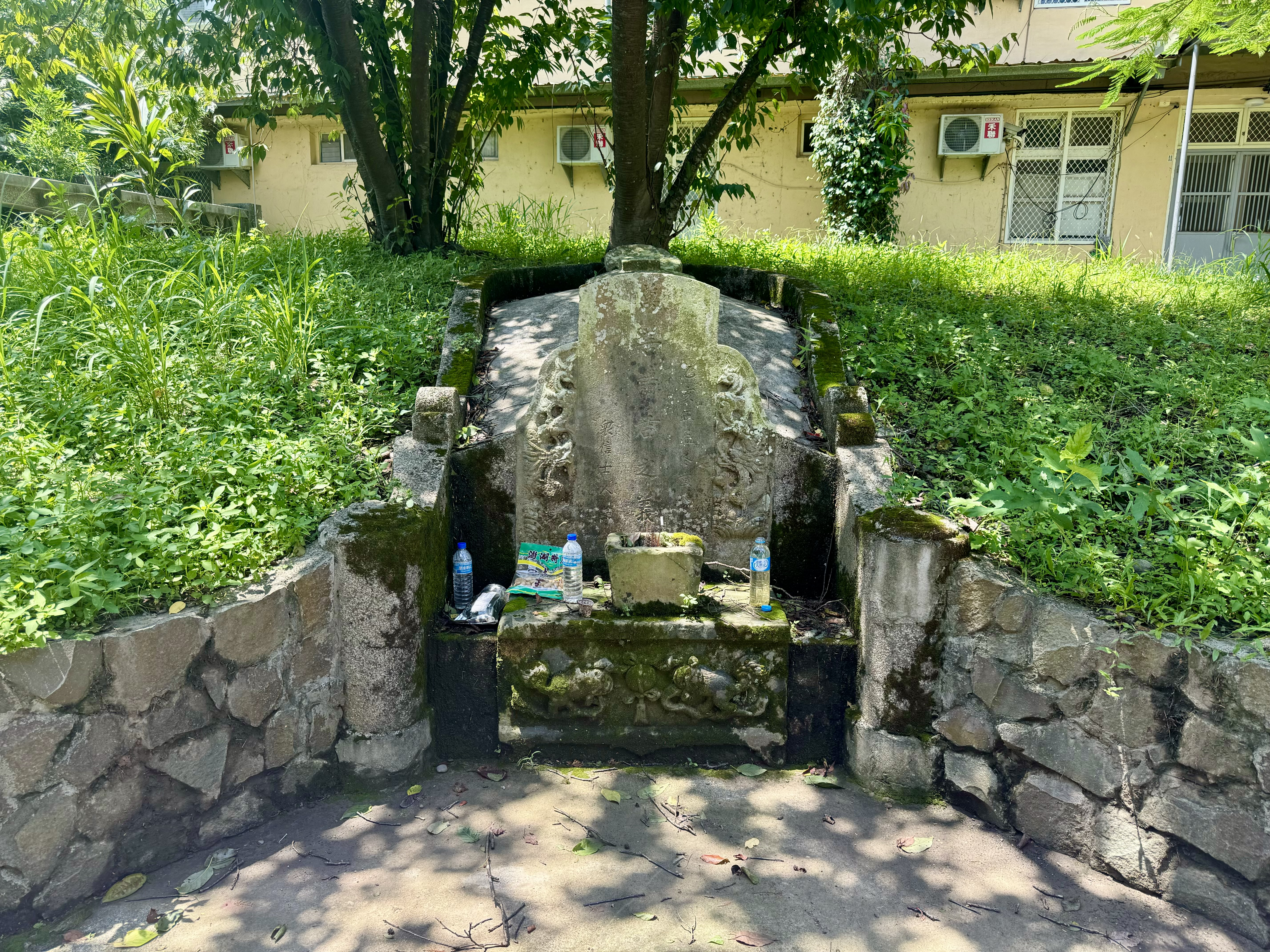
墓碑

為籌備紀念2002年南庄事件百周年，南庄鄉公所原住民行政課與賽夏族文史工作者武茂‧叭細‧撒萬等推動紀念活動。2002年11月2日， 在鄉長李清枝等人帶領，由泰雅族長老風玉德唸祭文。日後，為永久紀念，每年12月都召集當年參與抗日的賽夏族、泰雅族、道卡斯族、客家、閩南這5大族群後人同來祭悼，包含起事者日阿拐後人日宏煥。
2022年7月18日，苗栗縣政府文化觀光局邀集文資審議委員、苗栗縣縣賽夏族巴斯達隘協會，舉辦「南庄事件—萬善爺墓」、「南庄事件—南江水岸公園」登錄有形文化資產說明會。次月16日，文化觀光局宣布此墓以「萬善諸君之義塚」之名與南庄事件歸順地點南江水岸公園共列南庄事件史蹟。